# Quarta Lega (calcio)
La Quarta Lega di calcio svizzero è l'ottavo livello su una scala di 9. Essa è gestita dalle autorità regionali del calcio. In questo campionato milita anche la squadra di un'exclave italiano, vale a dire l'associazione polisportiva Campionese, squadra della città di Campione d'Italia, appartenente alla provincia di Como ma in territorio svizzero

## Storia

### Denominazioni
- 1927-1928: Terza Divisione
- 1928-2001: non disputato
- 2001-2012: Quinta Lega
- dal 2012: Quarta Lega

## Suddivisioni 2006-2007

### Quarta Lega AFV
6 gruppi da 10 squadre.

### Quarta Lega AFBJ
8 gruppi da 12 squadre.

### Quarta Lega IFV
6 gruppi da 10 squadre.

### Quarta Lega FVNWS
6 gruppi da 10 squadre.

### Quarta Lega OFV
8 gruppi da 11 squadre.

### Quarta Lega SKFV
3 gruppi da 11 squadre.

### Quarta Lega FVRZ
12 gruppi da 11 squadre.

### Quarta Lega FTC
4 gruppi da 12 squadre.

### Quarta Lega FFV
5 gruppi da 12 squadre.

### Quarta Lega ACGF
3 gruppi da 12 squadre.

### Quarta Lega ANF
3 gruppi da 12 squadre.

### Quarta Lega AVF
4 gruppi da 12 squadre.

### Quarta Lega ACFV
7 gruppi da 12 squadre.